# Constantí XI Paleòleg
|  | Per a altres significats, vegeu «Constantí XI Làscaris». |

Constantí XI Paleòleg - Constantinus Paleologus - de sobrenom Dragases - Παλαιόλογος o δραγάσης - (1394 - 29 de maig de 1453) fou el darrer emperador romà d'Orient del 1448 al 1453.

## Orígens
Era el quart fill de Manuel II Paleòleg i d'Helena Dragaš. Va succeir al seu germà gran Joan VIII Paleòleg el 1448. Es va casar amb Teodora Tocco, filla de Lleonard III Tocco, senyor d'Acarnània, duc de Lèucada i senyor d'Angelocàstron, Vonitza i Varnatza; i després de la mort d'aquesta, amb Caterina, filla de Notaras Paleòleg Catelusi (Dorino I Gattiluso), príncep de Lesbos, i amb cap de les dues no va tenir fills.
Prèviament a ser emperador fou dèspota o governador de les restes de les possessions romanes al Quersonès tàuric, i durant el regnat del seu germà Joan va defensar el seu principat del Peloponès.
En morir Joan, el tron fou reclamat pels seus germans: Demetri, el més gran, Constantí i Tomàs. Constantí, que era al Peloponès, tenia un partit favorable a la capital, i va acceptar el nomenament que aquest partit li va proposar, però amb molts dubtes, ja que el poder romà havia quedar reduït a Constantinoble, el Peloponès, algunes ciutats costaneres i algunes illes. Abans d'acceptar va enviar Jordi Frantzes l'historiador a la cort de Murat II, i va demanar permís al soldà per governar els romans i quan el soldà va donar el permís es va embarcar cap a Constantinoble. Salpà de Grècia en una nau catalana i arribà a Constantinoble el 12 de març del 1449. Va fer les paus amb els seus germans, als quals va donar el seu despotat de Mistràs.

## Regnat
Al començament el regnat fou tranquil, però el 1450 va morir Murat II i li va succeir el seu fill i successor Mehmet II que inicialment va estar en una dura guerra amb l'emir de Karaman i Constantinoble sembla que va considerar el moment oportú per ajudar el príncep Orhan Çelebi, germà gran de Muhammad, que vivia a Constantinoble i reclamava el tron otomà, al qual van donar un exèrcit per presentar-se a territori dels otomans a reclamar els seus drets. Ambaixadors romans van anunciar al soldà el trencament dels acords i el reconeixement d'Orhan; el visir Çandarli Halil Paixà els va amonestar severament i va dir:
| «                      | Si voleu proclamar Orhan, potser ho podreu fer, potser podreu cridar els hongaresos per demanar ajut, potser intentareu reconquerir els territoris que us hem pres, però sabeu que no triomfareu en res, i en lloc de guanyar, perdreu les petites parts de l'imperi que us hem deixat. El meu amo serà informat del vostre missatge i ell dirà el que s'ha de fer. | » |
| — Çandarli Halil Paixà | |   |

Una mica després Mehmet II va iniciar els preparatius per al setge de Constantinoble i va declarar que no faria la pau fins que la seva residència fos a Constantinoble. La ciutat fou bloquejada per terra i mar. L'artilleria era la més gran mai vista. Mentre es completava el setge, els otomans van ocupar Mesèmbria, Anquíalos i altres ciutats. El 6 d'abril del 1453 Mehmet va aparèixer sota les muralles de la ciutat amb 258.000 homes. Grecs, venecians, genovesos, i altres auxiliars europeus defensaven la ciutat, i la marina cristiana era superior a l'otomana en capacitat operativa. La lluita va durar fins al 29 de maig del 1453. L'emperador, amenaçat per alguns geníssers, diuen que va dir: «No hi ha cap cristià que em vulgui tallar el cap?», i quasi al moment fou mort per dos turcs.
Quan el seu cos fou descobert, es va portar a Mehmet, i aquest va ordenar tallar-li el cap i penjar-lo a l'Augusteu; el cap fou enviat després com a trofeu a les principals ciutats turques d'Àsia. La catedral de Santa Sofia fou consagrada com a mesquita i Mehmet hi va fer l'oració.
Aviat, l'emperador fou venerat com a sant pels ortodoxos i alguns catòlics grecs, com a màrtir nacional o «etnomàrtir» (en grec: ἐθνομάρτυρας). L'Església Ortodoxa Grega, però, mai no l'ha canonitzat oficialment.